# Tariona bruneti
Tariona bruneti är en spindelart som beskrevs av Simon 1903. Tariona bruneti ingår i släktet Tariona och familjen hoppspindlar. Inga underarter finns listade i Catalogue of Life.